# Barratta
Barratta — перший знайдений в Австралії метеорит-хондрит. Маса — 203 000 грамів.
Згідно з однією з версій, метеорит був знайдений у 1859 року австралійським скотарем, згідно з іншою — одним перехожим 1845 року недалеко від станції Барратт. Проте вважається, що «Barratta» є першим метеоритом, виявленим європейцями в Австралії .
Діаметр найбільшого шматка метеорита становив 76 см, товщина 30 см і маса — близько 100—150 кг. Громадськості він був представлений у квітні 1871 року урядовим астрономом Расселом, який підтвердив його позаземне походження. Згодом один зі шматків метеорита був переданий в Сіднейську обсерваторію, а звідти переміщений в Австралійський музей. Перший науковий опис «Barratta» було зроблено в 1845 року.
Всього є п'ять шматків метеорита (66 кг, 14 кг, 22 кг, 22 кг, 80 кг), які були знайдені між 1845 та 1889 роками. Перші три шматки зберігаються в Австралійському музеї, інші два — в одному з музеїв Чикаго (США), хоча невеликі шматочки метеорита були поширені і за іншими музеям світу.